# 诺鲁瓦 (孚日省)
诺鲁瓦（法語：Norroy，法語發音：[nɔʁwa] ⓘ）是法国孚日省的一个市镇，属于讷沙托区。

## 地理
诺鲁瓦（48°12'56"N, 5°55'12"E）面积7.22 平方千米，位于法国大東部大區孚日省，该省份为法国东北部内陆省份，北起默兹省和默尔特-摩泽尔省，西接上马恩省，南至上索恩省和贝尔福地区省，东临上莱茵省和下莱茵省。
与诺鲁瓦接壤的市镇（或旧市镇、城区）包括：帕雷苏蒙福尔、孔特雷克塞维尔、韦尔河畔芒德尔、圣勒米蒙、维泰勒。

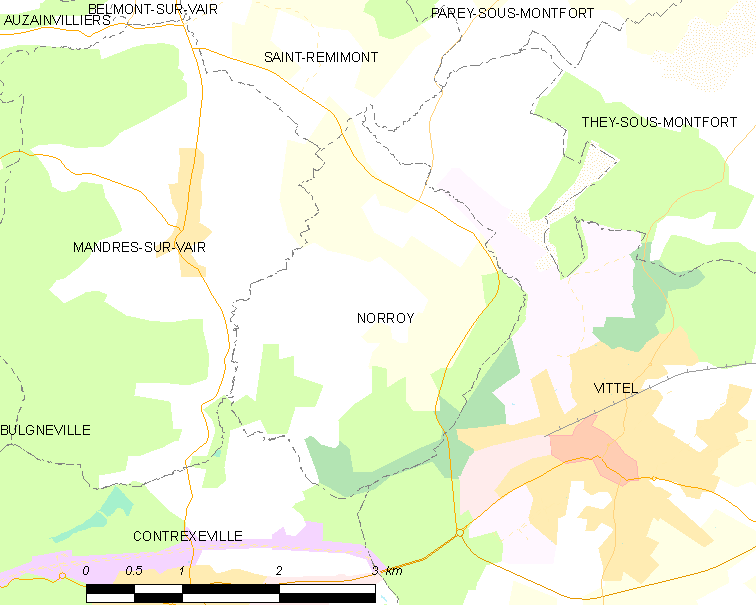
的OSM定位图

诺鲁瓦的时区为UTC+01:00、UTC+02:00（夏令时）。

## 行政
诺鲁瓦的邮政编码为88800，INSEE市镇编码为88332。

## 政治
诺鲁瓦所属的省级选区为维泰勒县。

## 人口

1962-2008年间人口变化图示

诺鲁瓦于2022年1月1日时的人口数量为208人。